# Nice (musikgrupp)
Nice var ett indierock-band från Sydney, Australien. Bandet grundades av Randall Lee (tidigare medlem i The Cannanes och nuvarande i Ashtray Boy) och Suzannah Stewart-Lindsay (medlem i Adalaide-bandet Rewind on the Paranoid Side). Francesca Bussey har också medverkat i bandet.

## Diskografi
- Apple Pie (1993)
- Nice (1994)